# Histoire de l'Irlande pendant la Première Guerre mondiale
En Irlande, la Première Guerre mondiale est précédée d'une crise politique intérieure quant à l'autonomie du pays vis-à-vis de la couronne britannique. Le Home Rule voté en 1912 semble être sur le point d'être appliqué lorsque survient le conflit mondial. L'irruption de la guerre suspend ce Home Rule via le Suspendory Act. Cette décision pousse à la fois ses opposants et ses défenseurs à prendre part au combat pour défendre des buts divergents. Chacune des deux fractions de la population, les nationalistes du Sud souhaitant l'indépendance du pays et les unionistes du Nord, avaient créé une milice tant l'affrontement pour l'autonomie semblait imminent. En 1914, le pays est donc au bord de la guerre civile, mais la Grande Guerre interrompt ce processus qui reprend aussitôt le conflit mondial achevé. L'histoire de l'Irlande dans le conflit mondial de 1914-1918 est celle d'un pays divisé où chacune des franges de la population part au front au nom d'idéologies différentes et dans l'espoir de voir régler le problème de la partition.  Il faut attendre plusieurs décennies avant que s'effectue la réhabilitation du rôle de l'Irlande dans la Grande Guerre au côté de l'Empire britannique.

## Les causes de l'engagement irlandais

### Les Irlandais de l'Ulster

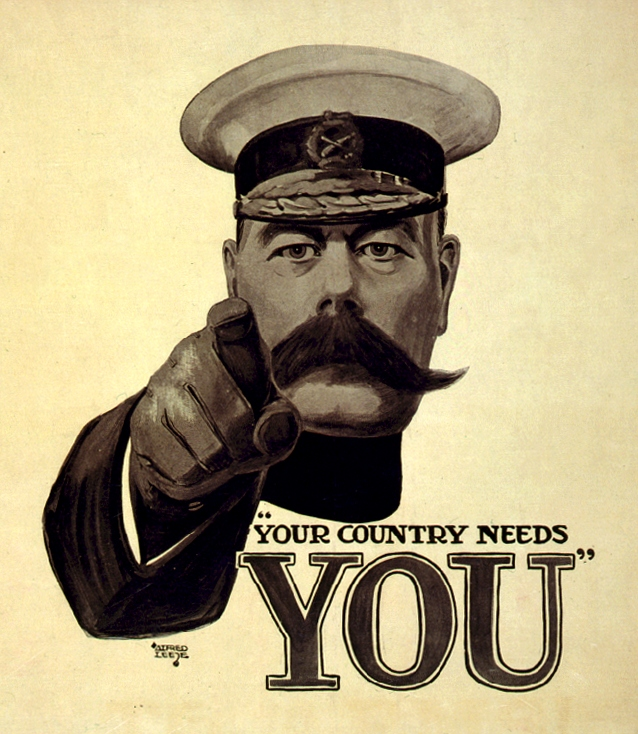
Affiche de propagande pour le recrutement des Irlandais, Lord Kitchener, pendant la Grande Guerre

L’engagement des Irlandais de l’Ulster tient à la loyauté et au soutien qu’ils affichent envers la couronne britannique, appui renforcé par la suspension du Home Rule contre lequel le dirigeant unioniste Edward Carson comptait se battre avant le déclenchement de la guerre. Ainsi, lors de la déclaration du conflit le 4 août 1914, Carson assure le soutien des unionistes au gouvernement. Au même moment, le nouveau ministre de la Guerre, Kitchener, sollicite l'intégration de l'U.V.F (Union Volunteer Force) dans l'armée britannique. Carson accepte sous réserve que les hommes puissent garder une identité distincte avec notamment une réserve d'officiers indépendante et des symboles propres. L'U.V.F devient la 36e (Ulster) Division de l'armée britannique pour la durée de la guerre. 

### Les nationalistes
De leur côté, c'est au nom de la défense du droit des petites nations et de leur propre liberté que les nationalistes prennent part à la guerre. L'Irlande se considère en effet sur un pied d'égalité avec la Belgique, la Serbie et la Pologne. Ce sont toutes des nations sous le joug d'un envahisseur ou d'un oppresseur. La guerre est particulièrement importante par les enjeux qu'elle recouvre pour le pays. Les intérêts de l'Empire britannique et les siens coïncident d'où la volonté de prendre part au combat pour l'intégrité des petits territoires. Cette conviction, ainsi que la peur qu'une absence d'engagement mettent en péril le Home Rule, pousse John Redmond, le chef du Parti parlementaire irlandais (nationaliste), à offrir à l'Ulster une trêve fraternelle et à l'Angleterre un loyalisme total. Les Irish Volunteers s'engagent donc dans l'armée britannique afin que « le courage irlandais se manifeste […] sur le champ de bataille. »

### L'opinion publique

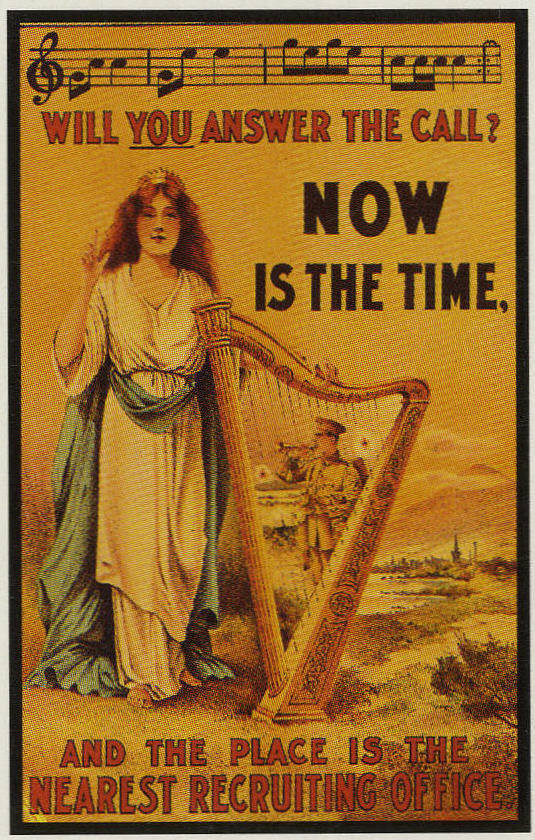
« Allez-vous répondre à l'appel ? C'est le moment, et le lieu est le plus proche bureau de recrutement ». Affiche de recrutement britannique en Irlande, 1917.

À l'entrée en guerre, la majeure partie du peuple irlandais approuve l'attitude de Redmond. Louis Paul-Dubois écrit à ce propos « l'anti britannisme était pour un temps comme submergé sous une vague d'enthousiasme » d'où le succès que connait la campagne de recrutement en Irlande malgré les ravages de l'émigration et la méfiance du monde paysan. Asquith parle d'un geste spontané d'un peuple libre (“the free offering of a free people ”). Cet accord populaire se traduit dans la mobilisation qui est générale. Ainsi Sebastian Barry décrit-il une sorte de ferveur dans son roman Un long long chemin: 

« Willie Dunne n'était pas le seul. Il avait lu dans le journal que des hommes qui ne parlaient que gaélique étaient descendus dans les Lowlands d'Écosse pour s'engager, que des hommes des îles Aran qui ne parlaient qu’irlandais avaient ramé jusqu’à Galway. Des élèves des écoles privées de Winchester et de Malborough, des étudiants de l’université catholique, des écoles de Belvedere et de Blackrock à Dublin. Des hommes des comtés pluvieux de l’Ulster qui critiquaient violemment le Home Rule et des catholiques du Sud inquiets pour les religieuses et les enfants belges. Des sergents recruteurs de tout l'Empire britannique écrivaient les noms dans des centaines de langues, des milliers de dialectes, swahili, urdu, irlandais, bantou, les langues claquantes des Boschimans, des Cantonais, des Australiens, des Arabes .» C'est un sentiment d'exaltation qui est ici décrit. Tom Phelan, dans son roman The Canal Bridge, relate l’histoire de deux amis irlandais qui partent au front en dépit de l’agitation qui règne dans leur patrie d’origine. »

## Les Irlandais au combat

### Les divisions irlandaises

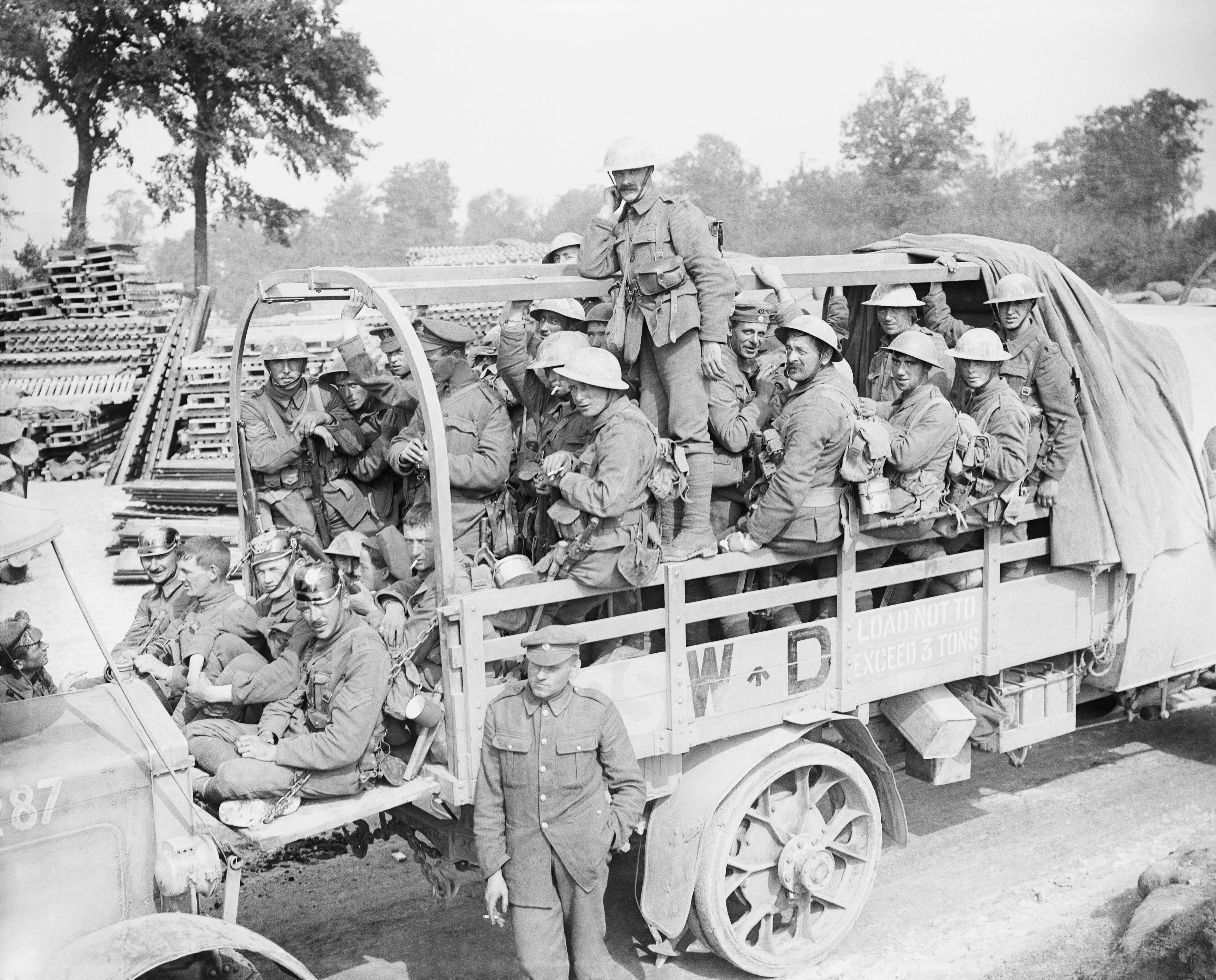
Soldats de la 16e division irlandaise pendant la bataille de la Somme : certains portent des casques à pointe pris à l'ennemi.

Dès août 1914, l'Irlande était représentée au sein de la petite armée du maréchal French par deux régiments de cavalerie, neuf régiments d'infanterie et trois escadrons de cavalerie de réserve. Le nombre d'Irlandais engagés dans le conflit aux côtés de l'Angleterre est estimé à 200 000, sans compter les milliers d'hommes irlandais qui se sont battus sous les couleurs canadiennes, australiennes ou américaines. Dès août 1914, les trois divisions irlandaises sont créées. La première à voir le jour est la 10e division le 21 août, premier corps britannique d'appellation irlandaise. En septembre est créée la 16e division irlandaise puis fin octobre la 36e division ulstérienne, suivies d’autres divisions créées au fur et à mesure de la guerre.

### Le déclin de l'engagement

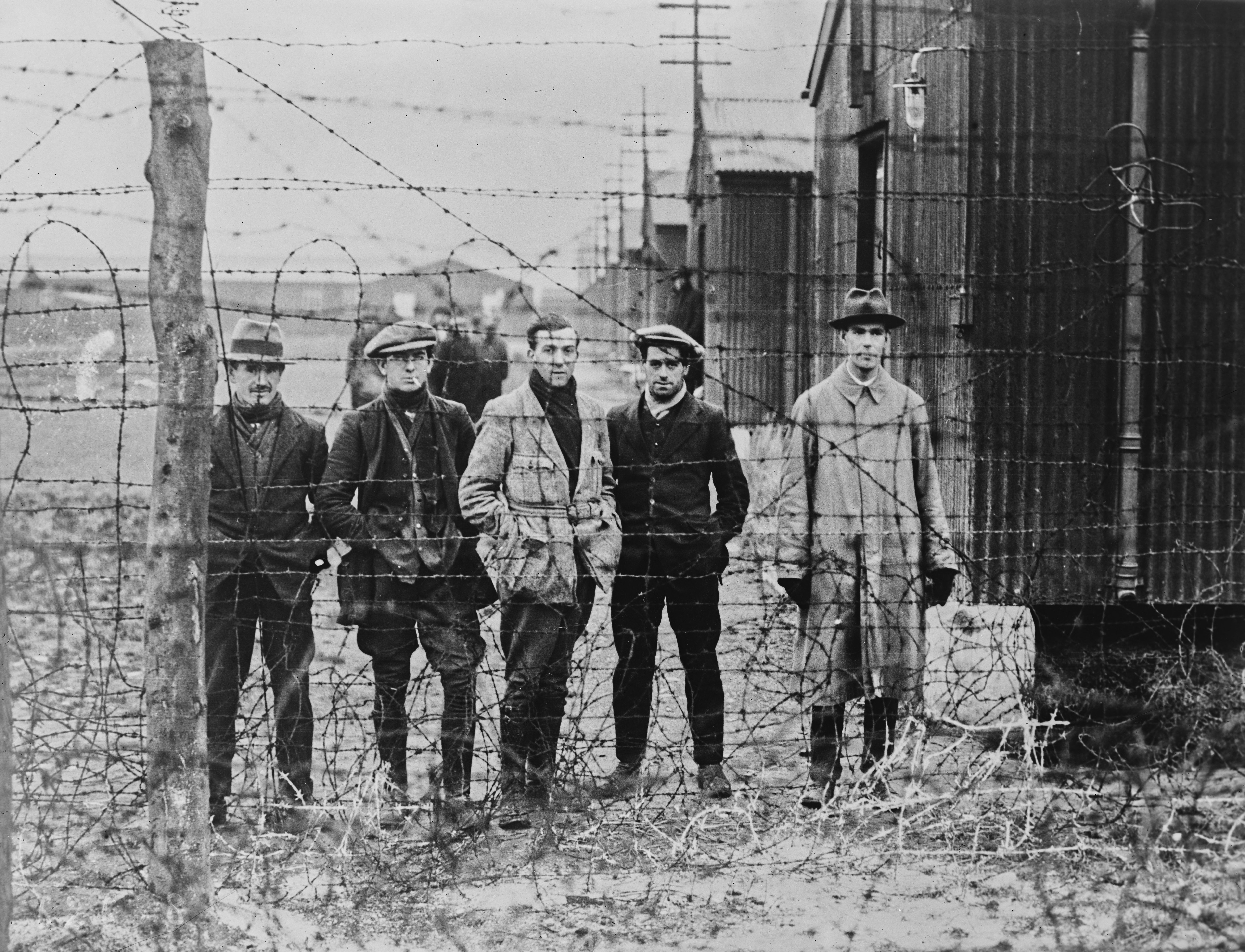
Un camp de prisonniers Sinn-Feiners en 1920.

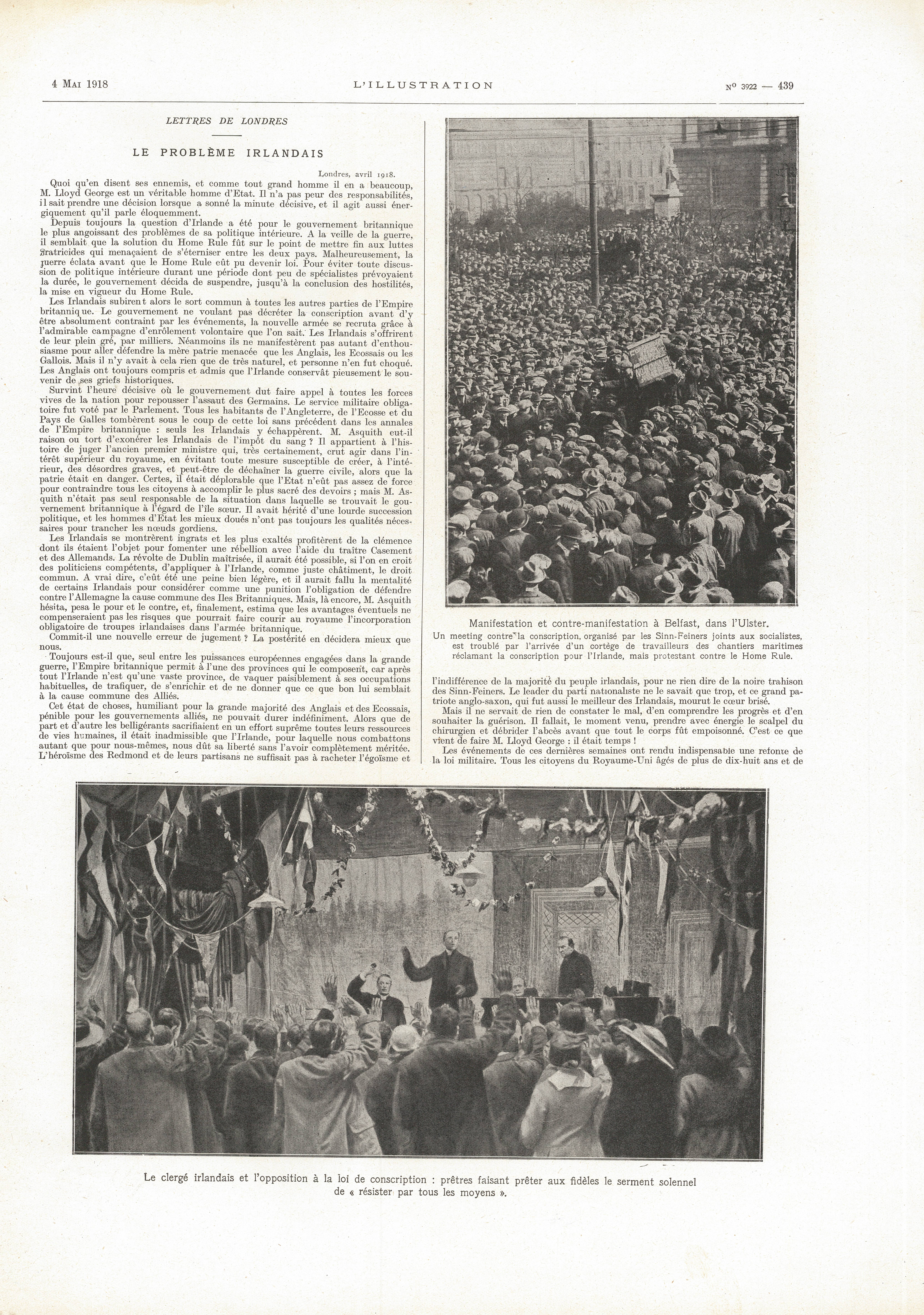
« Le problème irlandais » : manifestation contre la conscription à Belfast et campagne du clergé catholique contre l'enrôlement. L'Illustration, 4 mai 1918.

L'engagement des Irlandais, particulièrement conséquent au début de la guerre, diminue progressivement alors que le nationalisme irlandais prend de l'ampleur. Les « Sinn-Feiners'' » (appelés ainsi par l'opinion), irlandais refusant tout crédit aux promesses de l'Angleterre et affirmant que cette guerre n'est pas celle du peuple irlandais sont de plus en plus écoutés par la population peu mise au courant du déroulement des combats. Même si le nombre des hommes au front dépassait de beaucoup celui des soldats d'opérette qui essuyaient les quolibets de la populace en mimant dans les rues de Dublin une révolution des plus improbables, les engagements volontaires voient leur nombre chuter.

C'est principalement à la suite des Pâques sanglantes de 1916 que l'engagement faiblit : on compte douze mille recrues au cours des huit mois précédant Pâques 1916, contre quarante-trois mille entre août et décembre 1914. Cette semaine sanglante, suivant la déclaration de l’État « Indépendant et Souverain » d’Irlande du 24 avril 1916, fit trois cents morts et treize cents blessés laissa le cœur de Dublin en ruine. Bien que ce soulèvement fût, à degrés divers, condamné par les partisans de Redmond, les unionistes et les parents des soldats au front, il constitue une véritable rupture.
 
La noblesse des résistants, leur courage devant les pelotons d'exécution ne tardèrent pas à frapper la répression de discrédit, la colère changea d'objet. Le soulèvement de Pâques constituait un tournant dans l'histoire du nationalisme irlandais. 
Sur le front, la nouvelle du Rising et de la répression fut accueillie avec une douloureuse stupéfaction par les Volontaires nationaux de Redmond. Il n'y eut point de désertions ni de mutineries à déplorer. Mais la lassitude des grandes offensives meurtrières et l'orgueil national blessé provoquèrent un accablement morose dans les rangs de la brigade irlandaise. Certains ne s'en relevèrent pas. Quelques mois après la rébellion, le brillant député irlandais Tom Kettle confiait à un ami : « le  Home Rule est perdu. Le parti irlandais est fini. Je pars pour la France dans quelques jours, et j’espère ne pas en revenir. » Cinq jours plus tard, il était tué dans le carnage de la Somme. Sa réaction est loin d’être isolée.

### Les principaux théâtres de guerre
La reconnaissance tardive de l'apport des troupes irlandaises dans la Grande Guerre ne doit pas occulter l'héroïsme de certaines de ses divisions. 

#### Belgique
Cet héroïsme s'exprime notamment lors de la retraite de Mons où les Irlandais perdent presque tout un régiment, le 2nd Munster Fusiliers, la bataille des Flandres où le Royal Irish subit un sort semblable, la charge de Festubert. À Étreux, à Ypres ou à Messines, Les Irlandais forcèrent admiration des troupes alliées. 

#### Turquie
Sur le front oriental, en Turquie où, sur les deux cents premiers volontaires, cent soixante-dix-neuf sont tués ou blessés à Gallipoli. 

#### Bataille de la Somme
Lors de la Bataille de la Somme, les troupes irlandaises se distinguèrent à Beaumont-Hamel, lors de la prise de Guillemont et la Bataille de Ginchy où les soldats de la 16e Division irlandaise tombèrent en grand nombre ou encore lors de la Bataille de la crête de Thiepval.
À ce propos, Pierre Joannon écrit : « Que ce soit à Étreux, à Festubert, à Ypres, à Loos, à Gallipoli, à Beaumont-Hamel ou à Thiepval, à la prise de Guillemont, à Ginchy ou à Messines, l'héroïsme des troupes irlandaises força l'admiration des Alliés. »

## Le nationalisme et la répression

### Le nationalisme irlandais au front
Une partie des troupes est engagées dans la guerre afin de défendre sa propre liberté de petite nation. Un nationalisme s'exprime au cœur même de ce conflit et au front. En débarquant à Boulogne, les Irlandais, soldats d'Erin, chantaient "It's a Long Way to Tipperary" dont le refrain est aujourd'hui mondialement connu. 

« La route est longue jusqu'à Tipperary,
La route est longue pour y aller.
La route est longue jusqu'à Tipperary,
Jusqu'à la fille la plus douce que je connaisse !
Au revoir Piccadilly,
Adieu Leicester square !
La route est longue longue jusqu'à Tipperary,
Mais c'est là qu'est mon cœur. »

Lors de la charge de Festubert, les Irlandais se lancent à l’assaut des tranchées allemandes au son de la cornemuse. À Loos, en septembre 1915, c’est en poussant devant eux un ballon de football et en criant goal à chaque fois que ce dernier arrivait dans la tranchée allemande qu’ils se présentent au combat.
Ce nationalisme s'incarne dans la figure de William Redmond, frère de John qui s'engage à cinquante-cinq ans malgré une santé précaire. Il écrit à propos de l'engagement irlandais : « Je voudrais que tous mes amis en Irlande sachent que, en rejoignant la brigade irlandaise et en partant pour la France, je crois sincèrement, comme tous les soldats irlandais, que je fais tout ce qui est en mon pouvoir pour le bonheur de l'Irlande. »

### Étouffer le nationalisme
Le nationalisme et l'enthousiasme relatif pour la guerre est contrarié et brisé par les forces anglaises. Si les membres de l'U.V.F sont pris en charge et formés dans des corps distincts, on décide de la dispersion des National Volunteers. Un corps d'armée composé de tous les régiments d'Irlande ne voit jamais le jour. Les officiers protestants sont attribués aux troupes catholiques. On refuse à l'université nationale de Dublin la formation des officiers, telle qu'elle fonctionne à l'université de Queen's à Belfast. Au front, les Irlandais se voient interdire le droit de porter leurs insignes. Les symboles de la harpe et le drapeau verts sont prohibés. Ils ne peuvent pas non plus accepter les fanions brodés par les femmes irlandaises. Tout est fait pour retirer aux nationaux les symboles qu'ils s'étaient donnés afin de se distinguer au cœur de l'armée britannique qui se battait, elle aussi, pour le droit des petits peuples.
Au-delà de la répression du nationalisme irlandais, c'est une réaction d'orgueil qui émane de la part de la couronne britannique. Lloyd George déclare à ce propos : « À l'époque décisive du recrutement, on a perpétré en Irlande une série de stupidité touchant de près à la malignité, et qui sont à peine croyables. Rien n'est difficile comme de recouvrer l'occasion perdue quand une fois les susceptibilités nationales ont été offensées et l'enthousiasme initial tués.» Lord Kitchener, qui avait exalté le mouvement d'engagement des irlandais, déclare "I didn't trust any Irishman with a rifle in his hands" (« Je n'avais confiance en aucun Irlandais avec une arme à la main »).

## Après-guerre et mémoire

### Le bilan de la guerre et le retour des soldats

#### Les morts et les blessés
Le nombre de décès irlandais dans l'armée britannique inscrite par le directeur général a été de 27.405, un taux de pertes de 14 %, à peu près en corrélation avec le reste des forces britanniques. Si les pertes irlandaises ont un temps été estimées à plus de 49 000 morts ce chiffre est aujourd'hui souvent mis en doute. Des estimations récentes d'Irlande du Nord sont données au maximum de 20 000 victimes et entre 30 000 à 35 000 pour l'ensemble de l'Irlande. Il a été suggéré que le nombre de décès souvent citée de 40-50 000 se réfère à tous les accidents mortels dans les Divisions irlandaises. En fait, seulement 71 % des blessés dans ces Divisions étaient originaires d'Irlande.

#### «Le Grand oubli»
F.X. Martin parle du "Grand Oubli" qui a touché les soldats irlandais qui ont combattu durant la Grande Guerre. Il le définit comme un funeste exemple d'amnésie nationale qui a poussé les Irlandais à refouler cette page de sacrifices qui soudain a cessé d'être politiquement correcte. L'héroïsme des soldats irlandais est occulté à cause même du sentiment de nationalisme défendu par les troupes ou « parce qu'une poignée d'hommes avait décidé de mourir sous l'uniforme irlandais à Dublin, plutôt que sous l'uniforme anglais à Suvla ou Seddulbahr. » Après l’Armistice signé en 1918 pour mettre fin à la Grande Guerre, les yeux des soldats irlandais se tournent en effet vers leur patrie avec l’espoir d’une solution à la crise qui agite le pays. C’est au nom de la liberté des petits peuples qu’ils se battaient au front. À leur retour, c’est un pays en possession d’une armée d’occupation, où le Home Rule est suspendu qu’ils retrouvent. Un sentiment de trahison règne parmi ces combattants et l’idée que leur sacrifice a été vain domine. L’héroïsme des soldats est oublié et l’opinion publique a les yeux rivés sur la situation du pays qui semble avoir empiré. L’esprit du début de la Grande Guerre était bel et bien mort. La source du recrutement était tarie.

### Les commémorations et les mémoriaux: un phénomène tardif

#### Une mémoire occultée
Dans le village de Rathnew, surnommé « The Bravest Village » non seulement en Irlande mais aussi en Angleterre, cent quatre-vingt hommes sur une population de six cents personnes dont 50 % d'enfants partirent à la guerre. Cet évènement fut souligné des années après la fin de la Grande Guerre, mais pour autant, aucun monument n'existe pour célébrer la mémoire de ces soldats. 
Le 18 février 1966, soit plus de 40 ans après la fin de la Grande Guerre, le Taoiseach (Premier ministre d'Irlande) Seán Lemass réhabilite" ces dizaines de milliers de jeunes Irlandais généreux qui périrent en Flandre et à Gallipoli, croyant qu'ils donnaient leur vie pour la cause de la liberté humaine dans le monde entier, y compris en Irlande". 
Dans les années 1990, l'historiographie irlandaise se penche enfin sur l'épisode de la Grande Guerre, occulté par le sentiment nationaliste qui domine le pays et avait relégué le rôle des troupes irlandaises aux côtés des Britanniques dans l'inconscient populaire. 

#### Lieux de mémoire
- En Irlande :
  - Cénotaphe (Belfast)
  - Mémorial national irlandais de la Guerre à Dublin

- En Belgique :
  - Parc irlandais de la paix à Messines en Belgique. « Les fils d'Erin tombés sur les champs de bataille de la Première Guerre mondiale » seront finalement totalement réhabilités à la suite de l'édification de « The Island of Ireland Peace Tower »  en présence du roi des Belges, de la reine d'Angleterre et la présidente irlandaise le 11 novembre 1998[16]. Cet évènement régénère la mémoire de tous les Irlandais et donne à ses hommes la place qu'ils méritent dans l'histoire de l'Irlande et de la Grande Guerre.

- En France :
  - Monument à la 16e division irlandaise de Guillemont (Somme) : Le Monument à la 16e Division irlandaise est situé près de l'église : ce sobre monument à la forme d'une croix celtique en pierre décorée au sommet d'une feuille de trèfle sculptée. Au pied de la croix est inscrite en anglais cette dédicace : « En commémoration des victoires de Guillemeont et de Ginchy. A la mémoire de ceux qui sont tombés à ces occasions et à tous les Irlandais qui ont donné leur vie au cours de la Grande Guerre. » Une inscription en gaélique figure également au bas de la croix. Ce monument dédié aux soldats irlandais tombés lors de la bataille de Guillemont et de la bataille de Ginchy des 3 et 9 septembre 1916 est aussi dédié à tous les Irlandais tombés au cours de la Première Guerre mondiale.
  - Tour d'Ulster à Thiepval (Somme) : dédiée à la mémoire de la 36e division irlandaise. C’est également le mémorial de tous les soldats des bataillons d'Ulster (Royal Irish Fusiliers, Royal Inniskilling Fusiliers, Royal Irish Rifles) tués pendant la Première Guerre mondiale. Sur une plaque est gravée cette dédicace : « Mémorial dédié à la 36e Ulster Division ainsi qu'aux autres hommes de l'Ulster qui servirent pendant la Grande Guerre (1914-1918) »

### La mémoire de guerre dans la culture populaire
Au sortir de la guerre, rares sont les écrits à propos des soldats irlandais. Pour autant, des hommages s'élèvent dès la fin du conflit. En témoigne le poème "An Irish Airman Foresees His Death" ("Un aviateur irlandais prévoit sa mort") de William Butler Yeats. Publié pour la première fois dans le recueil  The Wild Swans at Coole (Les Cygnes sauvages de Coole) en 1919, le poème est un soliloque d'un aviateur lors de la Grande Guerre et décrit les circonstances d'une mort imminente. Yeats écrit ce poème en hommage au commandant Robert Gregory, mort sur le front italien le 23 janvier 1918. Il livre un hommage à l'ami et témoigne des motivations qui font participer au combat, pas d'amour, pas de haine, pas d'obligation ni de devoir. Plusieurs décennies après la fin de la Grande Guerre, une littérature de la mémoire de guerre en Irlande apparaît. Le livre de Neil Richardson, A Coward if I Return, A Hero if I Fall: Stories of Irishmen in World War I, retranscrit l'histoire de ces soldats irlandais tout au long du conflit et souligne leur retour au pays où rien n'était fait pour les accueillir. Dans Ireland's Unknown Soldiers: The 16th (Irish) Division in the Great War, Terence Denman évoque le sacrifice des soldats irlandais aux côtés des britanniques et insiste sur l'oubli de cette partie de l'histoire du pays dans l'historiographie. Cette négligence est due essentiellement à la situation politique interne difficile durant les années du conflit mondial. Irish Voices from the Great War de Myles Dungan brise également le silence sur le rôle des Irlandais dans la Grande Guerre et donne la parole aux soldats anonymes qui se sont battus. Publié par la Royal Irish Academy, Our war : Ireland and the Great War relate les années de la Grande Guerre à la fois sur le front pour les soldats engagés et à l'arrière où les populations doivent composer avec la scission imminente du pays ainsi que le conflit mondial. L'ouvrage évoque la fierté, la peur, l'anxiété et la peine ressenties par les soldats, les familles et les amis.